# Rosynele
Rosynele (biał. Расінэлі; ros. Росинели) – wieś na Białorusi, w obwodzie witebskim, w rejonie brasławskim, w sielsowiecie Widze.
Dawniej Rosinele.

## Historia
W czasach zaborów w granicach powiatu nowoaleksandrowskiego Imperium Rosyjskiego.
W latach 1921–1945 wieś leżała w Polsce, w województwie nowogródzkim (od 1926 w województwie wileńskim), w powiecie brasławskim, w gminie Widze.
Według Powszechnego Spisu Ludności z 1921 roku zamieszkiwało tu 25 osób, wszystkie były wyznania rzymskokatolickiego i zadeklarowały polską przynależność narodową. Było tu 6 budynków mieszkalnych. W 1931 w 9 domach zamieszkiwały 42 osoby.
Miejscowość należała do parafii rzymskokatolickiej w Widzach. Podlegała pod Sąd Grodzki w Turmoncie i Okręgowy w Wilnie; właściwy urząd pocztowy mieścił się w Widzach.